# Anne G. Mungai
Anne Gaudencia Mungai, también conocida como Anne G. Mungai (Kenia, 1957), es una directora de cine y productora keniana. Está considerada una pionera en su actividad y en su país. Ha afirmado que hace cine «desde el corazón» y que busca cubrir la brecha de género, ya que la perspectiva desde la que el varón ve las cosas es diferente a la de la mujer. También planteó que su rol es «promover la imagen de la mujer africana».

## Biografía
Anne G. Mungai se formó en el Instituto de Comunicación Masiva de Kenia (Kenyan Institute of Mass Communication) y en el Centro Cultural Americano de Nairobi, en su país natal; también asistió a la Universidad Daystar, en la misma ciudad. Luego, en Alemania, continuó estudiando escritura de guiones y filmación de películas. También comenzó una maestría en Comunicación Política en la Universidad de Cardiff (Reino Unido). En 2018 publicó su tesis doctoral sobre Estudios Cinematográficos en la Universidad Keniata, titulada Film and Social Change: Ideology, Class, and Pluralism in Selected East and West African Films. En ella hace un estudio de las narrativas del cine africano contemporáneo con una mirada socioideológica.
Filmó su primera película, Nkomani Clinic, en 1980. Desde entonces ha creado diversos largometrajes, generalmente dentro del género del documental o del docudrama. Recibió numerosos premios en varios de los festivales de cine en los que participó. Su película del 2000, The Promise of Love, trata sobre el sida. Otra de sus películas, Usilie Mtotowa Africa, ganó el premio de la Sociedad Americana Anti Vivisección (AAVS).
Mungai también es la coordinadora de la asociación panafricana Women of the Image, que busca financiar películas elaboradas por mujeres de África del Este. En una entrevista de 1997 ha mencionado que los problemas principales que tienen las mujeres que hacen cine en el continente se deben a la falta de recursos económicos, a la invisibilización del cine femenino, a la hegemonía de Hollywood y a la barrera lingüística que divide a los hablantes de inglés y de francés.

## Premios
- 1993: Premio otorgado por FESPACO y UNICEF a la mejor proyección de la imagen de una mujer africana.
- 1993: Premio de la APAC (Asociación de Profesionales de la Comunicación) por mejor directora de cine africana (Burkina Faso).
- 1993-1994: El premio del Consulado Británico y Kenia por Pongezi (1993) y Root 1 (1994).[2]
- 1994: Reconocimiento del jefe de Estado
- 1994: Premio especial al mérito (M-NET)
- 1995: Premio al mejor documental en video (FESPACO)
- 1996: Premio «Gabriela Mistral» (Embajada de Chile)
- 1999: Premio a la película de director (Plan International)
- 1999: Premio especial del jurado al director, otorgado en el Festival Internacional de Cine de Zanzíbar.

## Filmografía
- Wekesa at Crossroads (1986)
- Saikati (1992)[7]
- Root 1 (1994)
- Tough Choices (2000)
- Promise of Love (2000)